# Chrysopetalum occidentale
Chrysopetalum occidentale är en ringmaskart som beskrevs av Johnson 1897. Chrysopetalum occidentale ingår i släktet Chrysopetalum och familjen Chrysopetalidae.
Artens utbredningsområde är Mexikanska golfen. Inga underarter finns listade i Catalogue of Life.